# Мала Трновитица
Мала Трновитица (хрв. Mala Trnovitica) је насељено место у општини Велика Трновитица, Бјеловарско-билогорска жупанија, Хрватска.

## Историја
До територијалне реорганизације у Хрватској била је у саставу старе општине Гарешница.

## Становништво
У попису становништва из 2011. године, Мала Трновитица је имала 58 становника.
| Број становника према пописима | Број становника према пописима | Број становника према пописима | Број становника према пописима | Број становника према пописима | Број становника према пописима | Број становника према пописима | Број становника према пописима | Број становника према пописима | Број становника према пописима | Број становника према пописима | Број становника према пописима | Број становника према пописима | Број становника према пописима | Број становника према пописима | Број становника према пописима |
| ------------------------------ | ------------------------------ | ------------------------------ | ------------------------------ | ------------------------------ | ------------------------------ | ------------------------------ | ------------------------------ | ------------------------------ | ------------------------------ | ------------------------------ | ------------------------------ | ------------------------------ | ------------------------------ | ------------------------------ | ------------------------------ |
| 1857                           | 1869                           | 1880                           | 1890                           | 1900                           | 1910                           | 1921                           | 1931                           | 1948                           | 1953                           | 1961                           | 1971                           | 1981                           | 1991                           | 2001                           | 2011                           |
| 0                              | 0                              | 0                              | 264                            | 293                            | 0                              | 0                              | 0                              | 257                            | 254                            | 216                            | 177                            | 132                            | 82                             | 76                             | 58                             |

Напомена: Насеље Мала Трновитица се појављује у пописима из 1890. и 1900. а од пописа из 1948. надаље. Од 1857. до 1880. а од 1910 до 1931. исказивано је насеље Трновитица. Подаци за то некадашње насеље налазе се у насељу Велика Трновитица.